# 飛馬座HR
飛馬座HR，又名BD+16 4833，HD 216672、SAO 108246、HR 8714，是飛馬座的一颗恒星，视星等为6.12，位于銀經86.83，銀緯-37.61，其B1900.0坐标为赤經22h 49m 39.8s，赤緯+16° -37.61′ 34″。